# EuroFIR
EuroFIR (European Food Information Ressource) er en non-profit international sammenslutning der støtter brug af eksisterende fødevare indholdsdata og fremtidige ressourcer gennem samarbejde og harmonisering af data kvalitet , funktionalitet og globale standarder.
Formålet med sammenslutningen er at udvikle, forvalte, offentliggøre og udnytte indholdsdata for fødevarer, samt fremme internationalt samarbejde og harmonisering gennem forbedret datakvalitet, database søgemulighed og standarder.

## Historie
EuroFIR (The European Food Information Resource Network project (2005-10; ) var et  Network of Excellence (NoE) bestående af 48 partners fra universiteter, forskningsinstitutioner og små og mellemstore virksomheder (SMEs) fra 27 lande. Projektet var støttet af EU's sjette ramme program .
Et af de vigtigste mål var at udvikle, for første gang i Europa, en online platform med opdaterede indholdsdata for fødevarer som er dækkende for Europe. Et andet vigtigt resultat af EuroFIR NoE var etableringen af en langsigtet bæredygtig platform til at fortsætte nogle af de aktiviteter, der er oprettet i løbet af projektet, og dette blev opnået ved oprettelsen af denne non-profit internationale sammenslutning, EuroFIR AISBL. Sammenslutningen har 42 af de oprindelige 48 EuroFIR Noe partnere som medlemmer. Hovedformålet med sammenslutningen er at støtte og fremme udvikling, forvaltning, offentliggøre og anvendelse af indholdsdata for fødevarer, gennem internationalt samarbejde og harmonisering.

## Medlemmer

### Fuldt medlemskab
(*) Medlemmer som også er ansvarlig for en national fødevaredatadatabase.
| Institution                                                              | Akronym   | Land           |
| ------------------------------------------------------------------------ | --------- | -------------- |
| Agricultural University of Athens                                        | AUA       | Grækenland     |
| British Nutrition Foundation                                             | BNF       | Storbritannien |
| DTU Fødevareinstituttet                                                  | DTU *     | Danmark        |
| ETH Zurich                                                               | ETHZ      | Schweitz       |
| Food Centre of Food and Veterinary Service of Latvia                     | FCF-VS *  | Letland        |
| Food Research Institute                                                  | FRI *     | Slovakiet      |
| Food Standards Australia New Zealand                                     | FSANZ *   | Australien     |
| FoodCon                                                                  | FCN       | Belgien        |
| French Agency for Food, Environmental and Occupational Health and Safety | ANSES *   | Frankrig       |
| Gent University                                                          | UGENT     | Belgien        |
| Government of Canada                                                     |           | Canada         |
| Hellenic Health Foundation                                               | HHF *     | Grækenland     |
| Institute of Agricultural Economics and Information                      | IAEI      | Tjekkiet       |
| Institute of Food Research                                               | IFR *     | United Kingdom |
| Institute of Medical Research, University of Belgrade                    | IMR *     | Serbien        |
| Instituto Nacional de Saúde Dr. Ricardo Jorge                            | INSA *    | Portugal       |
| Istituto Nazionale di Ricerca per gli Alimenti e la Nutrizione           | INRAN *   | Italien        |
| Livsmedelsverket (National Food Administration)                          | NFA *     | Sverige        |
| Matis - Icelandic Food and Biotech R&D                                   | MATIS *   | Island         |
| Mattilsynet - the Norwegian Food Safety Authority                        | NFSA      | Norge          |
| Max Rubner Institute                                                     | MRI *     | Tyskland       |
| National Food & Nutrition Institute                                      | NFNI      | Polen          |
| National Institute for Health and Welfare                                | THL *     | Finland        |
| Nutrienten Belgie vzw                                                    | NUBEL *   | Belgien        |
| Netherlands National Institute for Public Health and the Environment     | RIVM *    | Holland        |
| Ricerca dell'Istituto Europeo di Oncologica                              | IEO *     | Italien        |
| Swedish University of Agricultural Sciences                              | SLU       | Sverige        |
| Scientific and Technological Research Council of Turkey                  | TUBITAK * | Tyrkiet        |
| University College Cork                                                  | UCC *     | Irland         |
| University of Granada                                                    | UGR *     | Spanien        |
| University of Helsinki                                                   | UHEL      | Finland        |
| University of Leeds                                                      | UL        | United Kingdom |
| University of Vienna                                                     | UVI       | Østrig         |
| Wageningen University and Research Centre                                | WU        | Holland        |

### Associerede medlemmer
(*) Medlemmer som også er ansvarlig for en national fødevaredatadatabase.
| Institution                               | Acronym | Land    |
| ----------------------------------------- | ------- | ------- |
| National Institute for Health Development | NIHD*   | Estland |

### Almindelige medlemmer
| Institution                                                                                  | Acronym | Land             |
| -------------------------------------------------------------------------------------------- | ------- | ---------------- |
| Creme Global                                                                                 |         | Irland           |
| Culmarex S.A.                                                                                |         | Spanien          |
| Czech Agriculture and Food Inspection Authority                                              |         | Tjekkiet         |
| Herbalife Europe Limited                                                                     |         | United Kingdom   |
| Ian D. Unwin Food Information Consultancy                                                    | IDUFIC  | United Kingdom   |
| Imperial College London                                                                      |         | United Kingdom   |
| Pamida International, Ltd.                                                                   |         | Slovakiet        |
| Polytec                                                                                      | Polytec | Danmark          |
| Procter & Gamble                                                                             |         | United Kingdom   |
| REPLY Santer                                                                                 | REPLY   | Italien          |
| Topshare International BV                                                                    |         | Belgien          |
| Treviso Tecnologia - Azienda Speciale per l'Innovazione della Camera Di Commercio Di Treviso | TVT     | Italien          |
| Uzhhorod National University Medical Faculty                                                 |         | Ukraine          |
| Universidad Complutense De Madrid                                                            |         | Spanien          |
| Universita Del Salento                                                                       |         | Italien          |
| University of Ljubljana                                                                      | UoL     | Slovenien        |
| University of Minho                                                                          |         | Portugal         |
| University of Otago                                                                          |         | New Zealand      |
| Universidad Politecnica de Cartagena                                                         | UPCT    | Spanien          |
| University St. Kliment Ohridski – Bitola                                                     |         | F.Y.R.Makedonien |
| University of Vigo                                                                           | UoV     | Spanien          |
| University of Wollogong                                                                      |         | Australien       |
| University of Wolverhampton                                                                  | UoW     | United Kingdom   |
| Verein zur Förderung des Technologietransfers an der Hochschule Bremerhaven e.V.             | TTZ     | Tyskland         |
| VitalinQ Lifestyle Support BV                                                                |         | Holland          |
| Vivsan Salud Sociedad Limitada                                                               |         | Spanien          |

### Æresmedlemmer
| Institution             | Acronym | Land    |
| ----------------------- | ------- | ------- |
| Danish Food Information | DFI     | Denmark |

Liste over EuroFIR AISBL nøglepersoner, medlemmer og samarbejdspartnere fra EuroFIR's hjemmeside

## Eksterne links
- EuroFIR website Arkiveret 16. marts 2013 hos  Wayback Machine

- INFOODS Arkiveret 23. oktober 2012 hos  Wayback Machine – International Network of Food Data Systems

- Codex Alimentarius Arkiveret 2. juni 2012 hos  Wayback Machine – Set up by FAO and WHO to develop food standards, guidelines and related texts such as codes of practice under the Joint FAO/WHO Food Standards Programme.

- LanguaL Arkiveret 14. marts 2013 hos  Wayback Machine –  The International Framework for Food Description

- EFSA Arkiveret 13. november 2008 hos  Wayback Machine – European Food Safety Authority

- CEN Arkiveret 9. november 2007 hos  Wayback Machine – European Committee for Standardisation